# Riviera Détente
Riviera Détente est un podcast humoristique indépendant créé en 2015 et animé par Henry Michel.

## Concept
Le podcast Riviera Détente se présente sous la forme de conversations improvisées entre Henry Michel et ses invités. Chaque épisode dure environ 1h30, et les épisodes sont publiés toutes les deux semaines.
Riviera Détente est généralement considéré comme un podcast indépendant inclassable, de type humoristique.
Sans avoir de thèmes précis à chaque épisode, le podcast aborde souvent des sujets liés à la Provence et à la Côte d'Azur. Henry Michel décrit ainsi Riviera Détente comme « très ancrée dans la province », l'émission étant par ailleurs enregistrée à Grasse.

## Historique
Henry Michel anime le podcast depuis 2015 : l'idée croît depuis longtemps, mais le premier épisode voit le jour en réaction au besoin de se détendre après les attentats du 13 novembre 2015 en France. Directeur marketing, il tient le podcast en dehors de ses heures de travail. Il est également chroniqueur chez Slate, Vodkaster, Arte, Libération ou encore Vice.
En mai 2017, Henry Michel lance le « Fantasy Festival » sur Twitter : à partir d'un générateur de noms de réalisateurs, il invite ses abonnés à créer leur propre film fictif pour le festival de Cannes. Quinze de ces films fictifs sont sélectionnés pour le fantasy festival, où les meilleurs sont primés avec un hippocampe d'or. Après l'événement, une volonté est exprimée de produire le film gagnant de l'année suivante et d'imprimer les affiches pour les accrocher dans la ville de Cannes au moment du festival.
Henry Michel annonce en février 2019, consécutivement à l'éclatement de l'affaire de la Ligue du LOL, dont il reconnait avoir été l'un des membres, cesser ses activités de podcast « pour quelque temps ».
Un nouvel épisode est publié en janvier 2020.
A l'instar de sa création qui a été consécutive des attentats de Paris, une série de nouveaux épisodes sont publiés en mars 2020 dans le contexte de crise du Covid-19.

## Projets annexes
Henry Michel regroupe Riviera Détente et ses autres projets sous le nom de Riviera Ferraille. Riviera Ferraille inclut trois émissions en novembre 2017 : Riviera Détente, l'émission principale, Réf Nécessaire, podcast humoristique revisitant des événements historiques et animé par Clément Andreoli, et Spoiler Arrière, qui commente l'émission Top Chef, les telenovelas et le tome 153 de la série littéraire SAS,,. Le groupe inclut enfin Player Lambda, un programme de jeu vidéo régulier sur Twitch. Riviera Ferraille produit également, jusqu'en septembre 2018, des podcasts sur les nanars animés par l'équipe de Nanarland.